# Grisza Filipow
Georgi „Grisza” Stanczew Filipow, bułg. Георги (Гриша) Станчев Филипов (ur. 13 lipca 1919 we wsi Kadyjewka (Ukraina), zm. 2 listopada 1994 w Sofii) – bułgarski działacz komunistyczny, deputowany do Zgromadzenia Narodowego 5. (1966–1971), 6. (1971–1976), 7. (1976–1981), 8. (1981–1986) i 9. (1986–1989) kadencji. Od 1940 członek Bułgarskiej Partii Komunistycznej (BPK).

## Życiorys
Urodził się na Ukrainie, w rodzinie bułgarskich emigrantów. W 1936 powrócił wraz z rodziną do Bułgarii. W 1940 ukończył studia na Wydziale Fizyczno-Matematycznym Uniwersytetu Sofijskiego. W tym samym roku wstąpił do Bułgarskiej Partii Komunistycznej.
W 1942 został ujęty przez policję i skazany na 12, a następnie na 15 lat więzienia za prowadzenie działalności antypaństwowej. Karę odbywał w więzieniu w Łoweczu. Uwolniony w 1944, wkrótce potem wyjechał do Moskwy, gdzie w 1951 ukończył studia ekonomiczne.
W 1964 objął kierownictwo Centralnej Komisji Planowania. W latach 1966–1989 był deputowanym do Zgromadzenia Narodowego. W 1974 został członkiem Biura Politycznego BPK. W latach 1981–1986 kierował pracami bułgarskiego rządu. Po dymisji ze stanowiska premiera przewodniczył komisji ekonomiczno-społecznej, działającej przy KC BPK. 20 kwietnia 1990 został usunięty z partii. Oskarżony o defraudację, zmarł w więzieniu, zanim rozpoczął się proces.
W życiu prywatnym był żonaty (żona Weliczka Filipowa), miał trzech synów.